# Plainfield (Vermont)
Plainfield es un pueblo ubicado en el condado de Washington en el estado estadounidense de Vermont. En el año 2010 tenía una población de 1,243 habitantes y una densidad poblacional de 22.8 personas por km².

## Geografía
Plainfield se encuentra ubicado en las coordenadas 44°15′16″N 72°39′52″O / 44.25444, -72.66444.

## Demografía
Según la Oficina del Censo en 2000 los ingresos medios por hogar en la localidad eran de $38,750 y los ingresos medios por familia eran $42,813. Los hombres tenían unos ingresos medios de $30,789 frente a los $29,750 para las mujeres. La renta per cápita para la localidad era de $17,980. Alrededor del 10.9% de la población estaban por debajo del umbral de pobreza.